# Bouba
A bouba é uma infecção tropical da pele, ossos e articulações causadas pela bactéria Treponema pallidum pertenue. A doença começa com um inchaço rígido e redondo da pele, com 2 a 5 centímetros de diâmetro. O centro pode quebrar e formar uma úlcera. Esta primeira lesão da pele, normalmente, cura depois de três a seis meses. Depois de semanas a anos, articulações e ossos podem se tornar dolorosos, pode haver desenvolvimento de fadiga, e novas lesões de pele podem aparecer. A pele das palmas das mãos e solas dos pés pode tornar-se espessa e quebrar. Os ossos (especialmente aqueles do nariz) podem se tornar disformes. Depois de cinco anos, ou mais, grandes áreas de pele pode morrer, deixando uma cicatriz.
A bouba é transmitida pelo contato direto com o fluido de uma lesão de uma pessoa infectada. O contato é geralmente de natureza não sexual. A doença é mais comum entre crianças, que a disseminam ao brincar juntas. Outras doenças  da treponemal são o bejel (Treponema pallidum endemicum),a pinta (Treponema pallidum carateum) e a sífilis (Treponema pallidum pallidum). A bouba é muitas vezes diagnosticada pelo aparecimento de lesões. Testes de identificação de anticorpos no sangue podem ser úteis, mas não podem separar infecções anteriores da atual. A reação em cadeia da polimerase (PCR) é o método de diagnóstico mais preciso.
A prevenção é, em parte, curando aqueles que têm a doença, diminuindo assim o risco de transmissão. Onde a doença é comum, o tratamento de toda a comunidade é eficaz. Melhorar a limpeza e saneamento irá também diminuir o disseminação. O tratamento geralmente é com antibióticos , incluindo: azitromicina por via oral ou benzilpenicilina benzatina por injeção. Sem tratamento, deformidades físicas ocorrem em 10% dos casos.
A doença é comum em pelo menos 14 países tropicais de acordo com dados de  2012. A doença só infecta os seres humanos. Na década de 1950 e de 1960, a Organização Mundial de Saúde (OMS), quase erradicou a doença. Desde então, o número de casos tem aumentado e não foram renovados os esforços para erradicar globalmente a doença até 2020. A última estimativa do número de pessoas infectadas foi de mais de 500 000 em 1995. Embora uma das primeiras descrições da doença foi feita em 1679 por Willem Piso, evidências arqueológicas sugerem que a bouba pode ter sido presente entre os seres humanos até há 1,6 milhões de anos.

## Classificação
Faz parte do grupo de doenças causadas por treponemas junto com bejel (Treponema pallidum endemicum), pinta (Treponema pallidum carateum) e sífilis (Treponema pallidum pallidum). A maioria dos exames de laboratório não consegue diferenciá-las.

## Causa
A doença é transmitida aos primatas (humanos, gorilas, chimpanzé e babuínos) pelo contato pele-a-pele com uma lesão infecciosa. A bactéria que entra através de um corte preexistente, morder ou arranhar. Faltam estudos sobre casos de transmissão de primatas a humanos, mas um experimento indica que é possível. Não é considerada uma doença sexualmente transmissível como a sífilis, pois não é necessário contato sexual para a transmissão.
O ciclo de desenvolvimento da doença é semelhante a do Treponema pallidum (Sífilis) tendo um estágio primário com um ou mais "verrugas" indolores pouco contagiosas, um estágio secundário onde lesões surgem e regridem por todo o corpo sendo muito contagiosa, algumas vezes acompanhadas de pus, e um estágio terciário onde regiões da pele, ossos e cartilagens são progressivamente deformados e pouco contagiosa, mas muito mais incapacitante.

## Sinais e sintomas

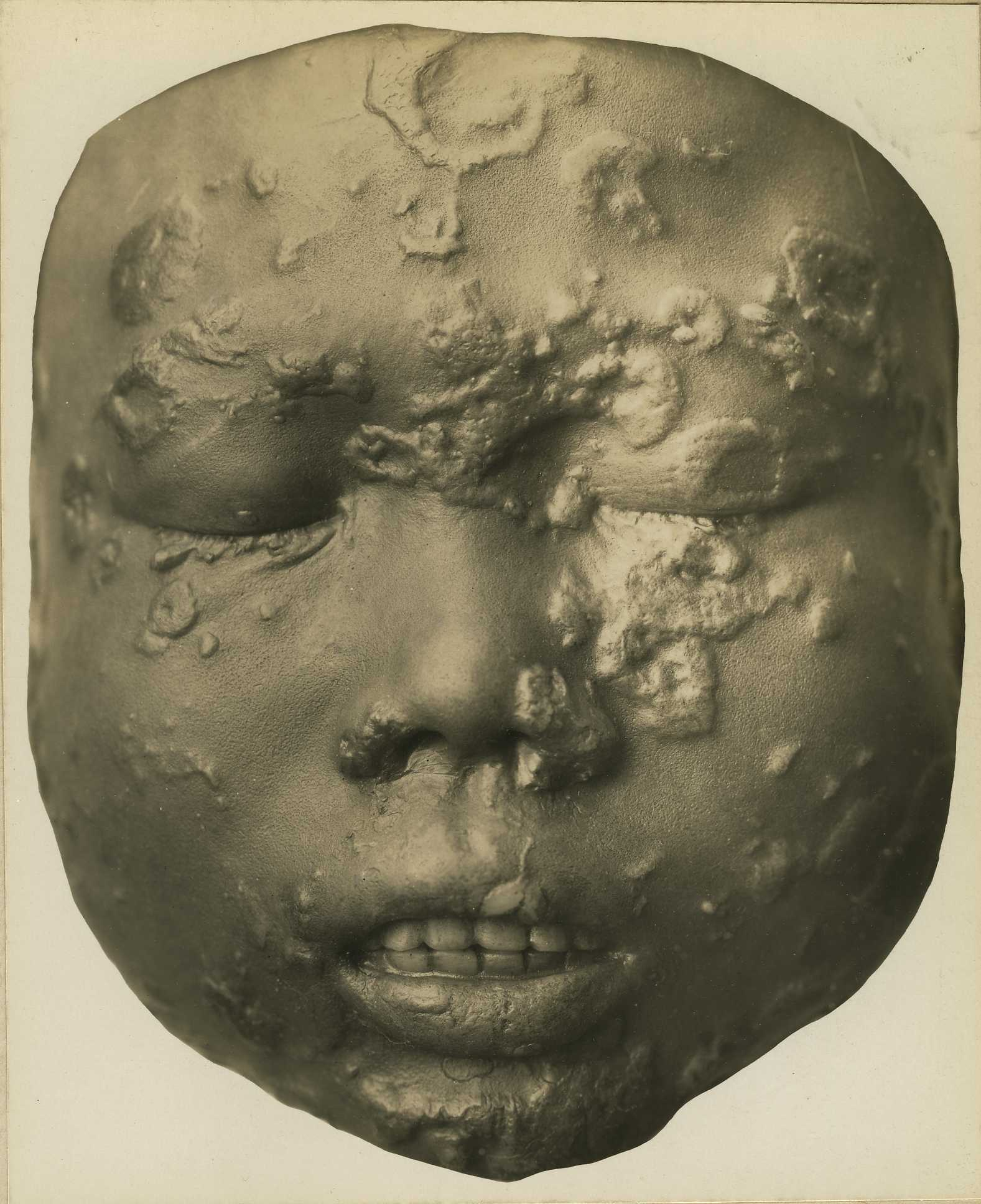
Fase secundária da doença em criança de 12 anos em Java.

Assim como outras enfermidades causadas por Treponemas tem três fases distintas:
- Fase I: Entre 30 e 90 dias depois da infecção aparece um nódulo "mãe" indolor, que cresce até parecer uma verruga parecida com uma amora. Perto desse nódulo "mãe" também podem aparecer simultaneamente vários nódulos "filhos". Dentro de seis meses as verrugas desaparecem fazendo o portador achar que está curado.
- Fase II: Ocorre meses ou anos depois, com lesões de pele por todo o corpo que variam na aparência, incluindo nas palmas das mãos e solas dos pés com descamação. Estas lesões secundárias freqüentemente ulceram e são altamente contagiosa, mas desaparecem mesmo sem tratamento depois de seis meses ou mais e podem voltar a aparecer nos próximos anos.
- Fase III: Após cinco a dez anos, cerca de 10% das pessoas começam a sofrer com destruição dos ossos,  articulações e tecidos moles, que causam deformações cada vez piores no corpo e no rosto. As amplas deformações do rosto e nariz são conhecidas como gangosa. Ao contrário de outras doenças por Treponema, bouba nunca afeta o sistema nervoso.

## Epidemiologia
Acredita-se que seja mais comum em mulheres, talvez devido ao costume ocidental das mulheres tocarem-se mais. O maior grupo de pessoas afligidas pela bouba são crianças com idade entre 6 e 10 anos nas regiões tropicais da América, África, Ásia e Oceania. Durante o período de 1954 a 1963 a Organização Mundial da Saúde lançou campanhas mundiais para a redução da enfermidade, alcançando resultados significativos, embora alguns casos passaram a surgir novamente.
Era endêmico no Brasil e África portuguesa, mas há muitos anos não há dados sobre sua prevalência e incidência. Não há registros de casos em Portugal. No diagnóstico é facilmente confundida com sífilis, bejel e pinta.

## Tratamento
Os principais fármacos utilizados para tratar a doença são a penicilina, a eritromicina ou a tetraciclina, com raras recorrências após o tratamento. Sem tratamento, 10% dos casos terminam com deformações ósseas e na cartilagem.

## Trabalhos de erradicação
A bouba, assim como a sífilis, foram quase erradicadas com o programa conduzido pela Organização Mundial da Saúde na década de 1950. Em 1964 estima-se que os casos de bouba foram reduzidos de 50 milhões para 500 000. O número de casos seguiu caindo, entretanto, em 1995, a Organização Mundial da Saúde reportou um aumento dos casos de novo para cerca de 500 000 pessoas, principalmente em países pobres e em áreas rurais.
Em abril de 2012, a OMS iniciou uma nova campanha mundial para a erradicação da bouba. De acordo com o roteiro oficial, a eliminação deve ser alcançada até 2020. Até agora, este parece ter tido sucesso na Ásia, uma vez que não há casos na Índia desde 2004. Apenas partes da África seguem com a doença.